# 京都南署鑑識ファイル
『京都南署鑑識ファイル』（きょうとみなみしょかんしきファイル）は、2005年から2018年までテレビ朝日系で放送されたテレビドラマシリーズ。全12回。主演は田中美里。
第9枠までは（『土曜プライム』の一企画扱い降格前の）『土曜ワイド劇場』、第10作は『土曜プライム・土曜ワイド劇場』、第11作は『日曜ワイド』、第12作は『ミステリースペシャル』にて放送。

## 登場人物

### 京都府警察京都南警察署

#### 鑑識係
円城寺りつ子
演 - 田中美里
鑑識員。同じく鑑識で「鑑識の神様」と呼ばれていた亡父の口癖「人一人の死を簡単に判断するな、やれるだけのことを全部してから判断しろ」を、忠実に守っている。大学時代はテニス部に在籍。
高坂義男
演 - 永田恵悟（第1作）
鑑識員。りつ子の後輩。
常盤康介
演 - 長谷川朝晴（第2作 - 第12作）
鑑識員。
志賀隆造
演 - 小林稔侍
経歴：京都府警捜査一課
→ 京都南警察署 鑑識係（第1作 - 第12作）
主任。かつては京都府警捜査一課の刑事だったが、25年前の殺人事件で状況証拠のみで被疑者を逮捕した。彼から自白を取ろうとしたが新たな証拠品から無実であることが判明。これをきっかけに鑑識官に転属する。りつ子を一人前に育てるのは、彼女の亡父との約束でもある。

#### 刑事課
大山恭一
演 - 東幹久（第4作 - 第12作）（少年期：伊藤悠翔〈第9作〉）
主任刑事。第4作で刑事課に異動してきた。志賀が京都府警捜査一課の刑事だったことを知る人物。恵まれた環境を生かそうとしないりつ子に歯がゆい思いを抱き、何かと辛く当たるが内心では信頼している。
海老原太
演 - 伊東孝明（第1作 - 第5作・第7作 - 第12作）
刑事。玉木の部下。
玉木ケイ子
演 - 黒田福美
経歴：京都南警察署 主任刑事（第1作 - 第3作）
→ 京都南警察署刑事課 課長（第4作 - 第12作）
離婚歴あり。基本的には鑑識係とは距離を置くような考えだが、捜査に行き詰った時にはりつ子の仮説にすがっている。

### 京都府警察本部
久保井洋介
演 - 小川信行（第1作 - 第3作）
刑事。立石の部下。
立石勝彦
演 - 井田國彦（第1作 - 第3作）
刑事。府警本部より派遣され、捜査の指揮を執る。

### 警察関係者の親族
久坂竜子
演 - 茅島成美（第1作 - 第10作）
円城寺りつ子の叔母。「小料理 竜子」を営む。店は店舗兼自宅で、りつ子と同居している。りつ子の親代わり。
青柳省吾
演 - 山本圭（第9作）
青柳省吾法律事務所の弁護士。元検事。大山恭一の実父で大山が15歳のとき妻と離婚した。

### その他
曽我部元春
演 - 池内万作（第1作 - 第10作）
京都洛南医科大学に勤務する監察医。
及川エミリ
演 - 小林千晴
京都府警科学捜査研究所の研究員。

### ゲスト
第1作「日舞家元殺人事件 川は見ていた！」（2005年）
- 二条恵美（真太郎の妻） - 北原佐和子
- 二条姫香（二条流高弟・菊春の姪） - 青田典子
- 二条辰之助（二条流高弟・菊春の甥） - 木村靖司
- 二条菊春（日本舞踊「二条流宗家」家元） - 高見国一
- 鞍馬泰介（日本舞踊「鞍馬流」家元） - 上山克彦
- 梅本（二条流後援会） - 山崎満
- 河原崎恭子（辰之助の妻・円城寺りつ子の大学時代の友人） - 上原さくら
- 桂美保子（レポーター） - 桜岡あつこ
- テレビディレクター - 必響なおと
- 着物店員 - 濱田佳菜
- 河原崎勇太（辰之助と恭子の息子） - 谷口涼（子役）
- 二条美晴（二条流高弟・本名「薬師寺美晴」） - 大沢さやか
- 二条真太郎（二条流高弟・菊春の甥） - 神保悟志

第2作「すき間わずか10cm 死体が窓を通り抜けた」（2005年）
- 寺沢智世子（デザイナー・後藤の元恋人） - 越智静香
- 宮谷睦美（着物チェーン店「やまぶき」社長・柳太郎と愛人との娘・郁代の腹違いの姉） - 風花舞
- バー店長 - 山本直匡
- 後藤匠（染め職人・半年前自殺未遂） - 池田政典
- 小管柳太郎（「やまぶき」会長） - 田口計
- 岩切重典（「やまぶき」経理担当重役） - 草川祐馬
- 小管郁代（「やまぶき」社長秘書・柳太郎の娘） - 若林志穂

第3作「名門陶芸窯元〜茶会連続殺人!!」（2006年）
- 八坂薫（紅仙の三女・陶芸家） - 国分佐智子
- 八坂暁子（紅仙の長女・美術商） - 一色采子
- 八坂緑風（凪子の夫・紅仙の弟弟子） - 近江谷太朗
- 大久保浩二（美術ブローカー・盗品売買の前科者） - 木下政治
- 八坂菊乃（紅仙の後妻） - 福岡サヤカ
- 熊田（弁護士） - 平川和宏
- 千頭流庵（菊乃の父・大文字流茶道家元） - 遠藤たつお
- 八坂紅仙（平安窯三代目当主） - 小沢象
- 八坂白水（暁子の夫・紅仙の1番弟子） - 羽場裕一
- 八坂凪子（紅仙の次女・平安窯の事務全般担当） - 芳本美代子

第4作「密室無人の連続殺人 老舗料亭に女の秘密!!」（2009年）
- 藤村有子（絹子の娘・女優・20年前家出） - 神保美喜
- 曽根愛美（敏江の娘・明清女学院大学 学生） - 大谷允保
- 牧子（料亭「華乃家」仲居） - 津田真澄
- 八神隆太（料亭「華乃家」元経理・20年前失踪） - 江端英久
- 包丁屋 - 椎名泰三
- 曽根絹子（料亭「華乃家」大女将） - 水野久美
- 曽根（絹子の息子・故人） - 横田エイジ
- レポーター - 廣谷友紀子
- 板前 - 五十嵐大輔
- 桜井良雄（桜井呉服店 社長） - 大森博史
- 勝俣稔（フリー雑誌記者） - 村杉蝉之介
- 青木政広（料亭「華乃家」板長） - 小木茂光
- 曽根敏江（料亭「華乃家」若女将・絹子の息子の妻・志賀隆造の古くからの知り合い） - かとうかず子

第5作「狙われた映画女優 連続殺人の罠!! 圧迫痕、花粉、掌紋…科学捜査が暴く真犯人の秘密」（2010年）
- 長瀬しのぶ（本城トータルビューティーのヘアメイクアップアーティスト・円城寺りつ子の学生時代のボランティアグループの先輩） - 高橋かおり
- 叶美鈴（映画女優） - 筒井真理子
- 朝日蓉子（元女優・本名「長瀬蓉子」・16年前 保津峡の橋から投身自殺） - 多岐川華子
- 高橋三郎（映画監督） - 村上かず
- 花屋 - おのさなえ
- ネイリスト - 佐伯花恵
- 岩本（助監督） - 津阪雄一
- 篠原江里（美鈴のメイク兼付き人・女優志望） - 小島可奈子
- 野村直和（タクシードライバー・16年前は撮影所の照明助手） - 長江健次
- 井上明彦（映画プロデューサー） - 美木良介
- 本城冴子（本城トータルビューティー 社長・美鈴の元メイク） - 川上麻衣子

第6作「華道家元連続殺人!! 美女は青いバラの浴槽に浮かぶ?! 花粉が語る死体移動の謎…」（2011年）
- 日向理恵（一条流次期家元候補・フラワーデザイナー） - 伊藤裕子（少女期：高瀬岬）
- 桂木彩乃（元祇園の芸子） - 宮本真希
- 一条薫（一条流次期家元候補・静子の姪） - 八木小緒里（少女期：小林里乃）
- 野尻正雄（京都南警察署刑事課 刑事） - 芦田昌太郎
- 西田久子（西田の妻） - 栗田よう子
- 相沢宏樹（理恵のアシスタント） - 古澤蓮
- 鳥海潜一（義和の担当医） - 越村公一
- 一条静子（義和の母・学校法人「一条華道学院」理事長） - 赤座美代子
- 桂木颯（彩乃の息子） - 青木柚
- 安田（貴和子のアシスタント） - 上地慶
- 一条華道学院 役員 - 加島潤
- 大場（貴和子のアシスタント） - 安永稔
- 里中智美（西田生花店 従業員） - 藤井聖子
- 一条義和（華道「一条流」元家元・2カ月前 心筋梗塞で急死） - 並樹史朗
- 西田圭吾（西田生花店 社長） - 四方堂亘
- 一条貴和子（一条流次期家元候補・義和の妻） - 池上季実子

第7作「京グルメ殺人事件〜最後の晩餐の謎!!」（2012年）
- 平野美雪（平野の妻・おばんざい屋店主） - 山田麻衣子（幼少期：小泉彩）
- 中村奈緒（香子の秘書） - 遊井亮子
- 平野祐司（フレンチレストラン「ルゼル」オーナーシェフ・3年前自殺） - 斉藤陽一郎
- 高岡マリ（フードライター） - 仁科仁美
- 矢部和樹（編集長） - 大堀こういち
- 俊子（祖母） - 中村万里
- 山口真人（レストラン店員） - 河合朗弘
- 小嶋稔（レストランのオーナーシェフ） - 大浦龍宇一
- 花房香子（料理評論家） - 床嶋佳子

第8作「氷上の連続殺人!! 足跡痕24.5cmの犯人が狙う復讐のターゲット!?」（2014年）
- 江藤孝之（京都府警捜査一課 刑事・志賀隆造の元同僚） - 堀部圭亮
- 上條美那子（上條ヘアビューティー 社長・5年前の交通事故の加害者） - 夏樹陽子
- 梅津武（ヴァイオリニスト・本名「田中久雄」） - 合田雅吏
- 白石沙織（京都スケートリンクのインストラクター） - 阪田瑞穂
- 白石久美（沙織の姉・美容院「hair mondeon」経営者） - 中村愛美
- 青木敏男（アパート管理人） - 島田洋八
- 岸川宏（京都府警捜査一課 刑事） - 佐久間哲
- 江藤良太（江藤と雅代の息子・5年前 バイク事故で死亡） - 松川尚瑠輝（7歳：島田一斗）
- 細川祐子（梅津の婚約者） - 若尾夏希
- カメラマン - 文山永京
- 刑事 - 長島竜也
- 谷本功（5年前の交通事故係署員） - 林和義
- 吉田卓也（無職・通り魔事件の容疑者） - 後藤健
- 若林大輔（アイスホッケー選手・良太の知り合い） - 奥田海星
- 氏家智己（京都府警捜査一課 管理官） - 菅原大吉
- 岡崎雅代（江藤の元妻・舞妓体験処「みやび」店主） - 国生さゆり

第9作「仕組まれた医療ミス殺人の謎!! 身長差10cmの犯人の完全犯罪!?」（2015年）
- 桐生彩乃（桐生家の長女・賢一と輝幸の妹・由利子の義妹） - 中山忍
- 宮崎華絵（祇園のクラブ「葵」ママ・青柳省吾の知り合い） - 七瀬なつみ
- 桐生輝幸（桐生家の次男・5年前 医療ミスで死亡） - 尾崎右宗
- 藤倉まゆみ（藤倉の妻・主婦） - 下村愛
- 久保田勝（美容院「Hair Salon X」美容師） - 龍輝
- 華絵の父（獄中死） - 今井耕二
- 看護師 - 最上沙織
- 記者 - 福田英史
- 山田悦郎（桐生呉服店 従業員） - 川西聡雄
- 美容院「Hair Salon X」店長 - 藤本涼
- 西日本スポーツ新聞社 記者 - 諌山幸治
- 藤倉忠（藤倉ペインクリニック 院長・京都洛南医科大学付属病院 元麻酔科医） - 松田賢二
- 桐生賢一（桐生家の長男・貸衣装千鳥 社長） - 天宮良
- 桐生由利子（輝幸の妻・桐生呉服店 女将） - いしのようこ

第10作「狙われた社長令嬢 誘拐犯が殺された！25年前の料亭女将殺人との接点とは？」（2016年）
- 今井ひかり（今井の妻・カフェ「紫苑珈琲店」店員・25年前 父を誤認逮捕した志賀隆造を憎んでいる） - 遠藤久美子（少女期：三本采香）
- 原田駿（寛子の息子・フリーライター） - 海東健（少年期：大熊理樹）
- 田畑和彦（京都府警捜査一課 管理官） - 倉田てつを
- 葛西勝（京都府警捜査一課 係長） - 谷田歩
- 戸倉大介（料亭「はら田」元専務・原田寛子殺害の第一発見者） - 佐伯新
- 山口昭雄（ひかりの実父・料亭「はら田」元板長・25年前 志賀隆造に誤認逮捕され1年後病死） - 中脇樹人
- 宇佐見衿香（カフェ「紫苑珈琲店」アルバイト・女子大生） - 仁村紗和
- 篠崎隆一郎（篠崎建設 元社長） - 加門良
- 原田寛子（料亭「はら田」元女将・25年前の迷宮入り事件の被害者） - 比佐廉
- 三浦英二（ホームレス） - 比佐仁
- 25年前の記者 - 大河原啓介
- 戸倉操（戸倉の妻・原田寛子の妹） - 目黒杏理
- TVスタッフ - 中尾周統
- 宇佐見幸恵（宇佐美の妻・衿香の母） - 宮地雅子
- 今井亮太（カフェ「紫苑珈琲店」経営者・志賀隆造の知り合い） - 河相我聞
- 宇佐見武（衿香の父・健康食品「ジャパンプラチナフーズ」社長） - 石橋保
- 藤堂陽子（「京都中央テレビ」キャスター） - 田中美奈子

第11作「予告動画で連続殺人!? 狙われた女社長！」（2017年）
- 如月美羽（京都府警サイバー対策室 分析官） - 田畑智子（8歳：横溝菜帆）
- 石井弘之（人材派遣会社「ライフピア」広報室長） - 宮川一朗太
- 新海優斗（雅美の息子・「ライフピア」社員） - 鈴木勝吾
- 谷村渉（スポーツ店「Kyotoアーチェリー」警備員） - 橋本一郎
- 田中理緒（「ライフピア」社長秘書・趣味はアーチェリー） - Erina
- 坂本牧子（「つばさ生命」派遣社員） - 和泉ちぬ
- 洛南総合病院 事務員 - 池浪玄八
- 如月愛子（美羽の姉・「つばさ生命」元コールセンター課長代理・故人） - 小柳美李
- インタビュアー - 松下アンナ
- 理緒のアーチェリー仲間 - 彩羽
- 記者 - 志村彩佳
- コンシェルジュ - 飯野泰功
- 冒頭で「死の狩人」に矢で背中を射られる女性 - 七瀬るうこ
- 宮下敬一郎（京都府警捜査一課 管理官） - 新井康弘
- 新海雅美（「ライフピア」社長・シングルマザー） - 高橋ひとみ

第12作「盗聴された殺人!! 容疑者声紋一致せず!? 焼き芋に謎！」（2018年）
- 北川凛（ソプラノ歌手） - 大塚千弘（幼少期：岩淵心咲）
- 工藤由美（工藤ピアノ調律工房 ピアノ調律師） - 上野なつひ（幼少期：吉田空）
- 木下真知子（洛南音楽大学 総務部職員） - 霧島れいか
- 橘明子（橘ピアノ教室 経営者） - 大島蓉子
- 鳥居翔真（洛南音楽大学 作曲クラスの学生・盗聴マニア） - 若林時英
- 北川栄子（北川の妻・凛の母） - 水希友香
- 飛松一郎（石焼き芋屋・元窃盗犯） - 小倉久寛
- 北川信二（凛の父・17年前事故死） - 中倉健太郎
- 板垣千夏（「島村楽器」時代の由美の同僚） - えのきさりな
- 足立公平（京都南警察署刑事課 刑事） - 川﨑健太
- 平尾淳一（洛南音楽大学 ピアノ科教授） - 岡田浩暉
- 高木揺子（洛南音楽大学 理事長） - 櫻井淳子

## スタッフ
- 脚本 - 福田卓郎、砂本量、福島治子
- 演出 - 本橋圭太、七高剛
- 監督 - 伊藤寿浩、樹下直美
- 演出補 - 加藤伸一
- 現プロデューサー - 佐藤凉一（テレビ朝日）、菊池誠（アズバーズ）、松野千鶴子（アズバーズ）
- 旧プロデューサー - 三輪祐見子（テレビ朝日）、指田貴行（アズバーズ）、松本基弘（テレビ朝日）、中込卓也（テレビ朝日）
- 制作協力 - ニユーテレス、テレビ朝日クリエイト
- 制作 - テレビ朝日、アズバーズ

## 放送日程
- 製作は第1作より第2作の方が先であった。
- 第7作は22時から23時51分までの放送。

| 話数 | 放送日         | サブタイトル                                                                  | 脚本     | （演出） 監督 | 視聴率 |
| ---- | -------------- | ----------------------------------------------------------------------------- | -------- | ------------- | ------ |
| 1    | 2005年10月29日 | 日舞家元殺人事件 川は見ていた！                                               | 福田卓郎 | （本橋圭太）  | 16.5%  |
| 2    | 12月10日       | すき間わずか10cm 死体が窓を通り抜けた                                         | 砂本量   | （本橋圭太）  | 14.2%  |
| 3    | 2006年11月04日 | 名門陶芸窯元〜茶会連続殺人!!                                                  | 福田卓郎 | （本橋圭太）  | 10.9%  |
| 4    | 2009年07月25日 | 密室無人の連続殺人 老舗料亭に女の秘密!!                                       | 福島治子 | （七高剛）    | 12.9%  |
| 5    | 2010年11月06日 | 狙われた映画女優 連続殺人の罠!! 圧迫痕、花粉、掌紋…科学捜査が暴く真犯人の秘密 | 福島治子 | 伊藤寿浩      | 13.0%  |
| 6    | 2011年08月13日 | 華道家元連続殺人!! 美女は青いバラの浴槽に浮かぶ?! 花粉が語る死体移動の謎…     | 福島治子 | 伊藤寿浩      | 11.7%  |
| 7    | 2012年07月28日 | 京グルメ殺人事件〜最後の晩餐の謎!!                                            | 福島治子 | 伊藤寿浩      | 11.1%  |
| 8    | 2014年06月14日 | 氷上の連続殺人!! 足跡痕24.5cmの犯人が狙う復讐のターゲット!?                   | 福島治子 | 樹下直美      | 12.0%  |
| 9    | 2015年06月20日 | 仕組まれた医療ミス殺人の謎!! 身長差10cmの犯人の完全犯罪!?                     | 福島治子 | 本橋圭太      | 10.5%  |
| 10   | 2016年04月02日 | 狙われた社長令嬢 誘拐犯が殺された！25年前の料亭女将殺人との接点とは？         | 福島治子 | 樹下直美      | 09.6%  |
| 11   | 2017年07月23日 | 予告動画で連続殺人!? 狙われた女社長！                                         | 福島治子 | 樹下直美      | -      |
| 12   | 2018年04月01日 | 盗聴された殺人!! 容疑者声紋一致せず!? 焼き芋に謎！                            | 福島治子 | 樹下直美      | -      |

- 視聴率はビデオリサーチ調べ、関東地区・世帯・リアルタイム。
- 第11作はテレビ朝日系列フルネット局の一部において、高校野球の県大会中継のため、後刻への振替またはネット返上とした。

## その他
- 過去に「木曜ミステリー」枠で放送された『京都始末屋事件ファイル』とは何の関係もない（田中美里が出演している点が共通）。